# Betriebsstelle

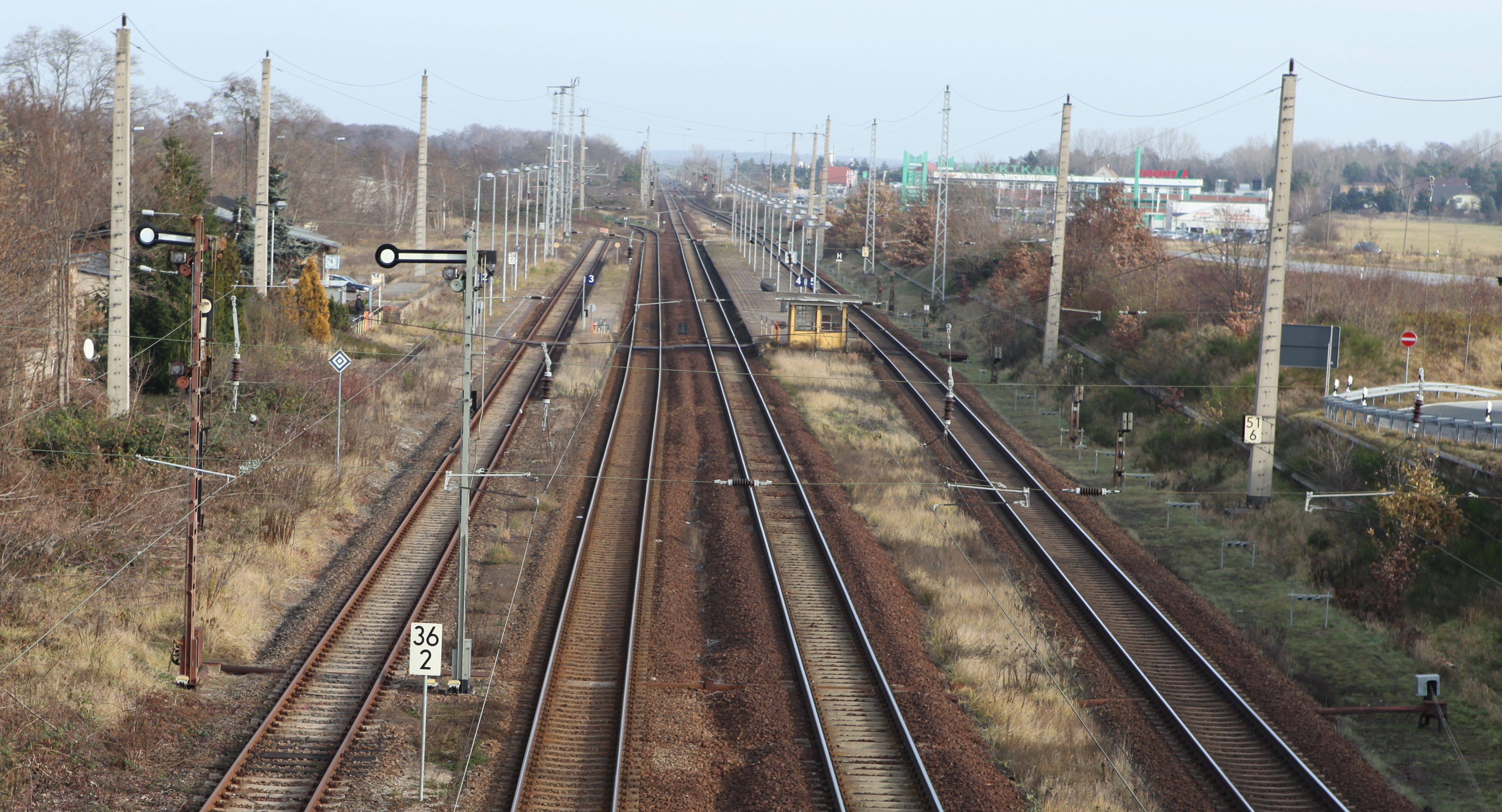
Bahnhof Eilenburg Ost, bahnbetrieblich bestehend aus einem Bahnhof und einem Haltepunkt mit Blockstelle

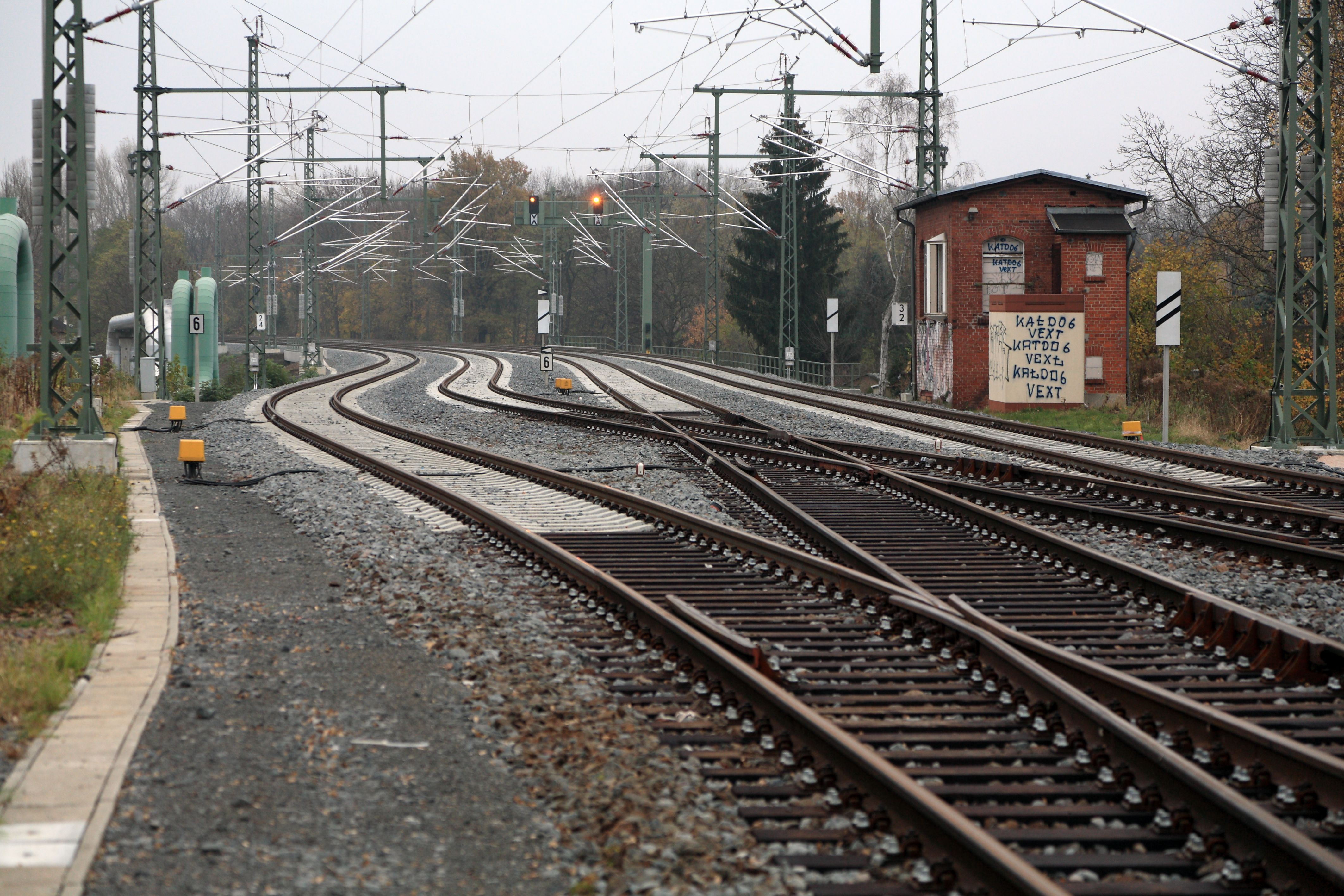
Abzweigstelle Leipzig-Anger mit Stellwerk

Eine Betriebsstelle ist eine Bahnanlage, in Deutschland gemäß Eisenbahn-Bau- und Betriebsordnung (EBO) und in Österreich gemäß Betriebsvorschrift der Österreichischen Bundesbahnen, die der unmittelbaren Regelung und Sicherung der Zugfahrten und des Rangierens dient.

## Betriebsstellen der freien Strecke ohne Weichen
Die einfachsten Betriebsstellen der freien Strecke haben keine Weichen, wohl aber u. U. Signale:
1. Haltepunkt (Hp, Schweiz und Österreich: Haltestelle): Bahnanlage der freien Strecke oder als Bahnhofsteil im Bahnhof, an der Züge planmäßig halten, beginnen oder enden dürfen (meist in Verbindung mit Zugangsstelle für Passagiere, z. T. auch für Frachtgut).
2. Blockstelle (Bk): Bahnanlage der freien Strecke oder im Bahnhof, die die Einfahrt in eine Blockstrecke sichert, in die ein Zug nur einfahren darf, wenn diese frei von Fahrzeugen ist. Die Blocksignale wurden früher durch einen Blockwärter bedient, heutzutage in dieser Form nur noch selten anzutreffen.
3. Deckungsstelle (Dkst): Bahnanlage der freien Strecke, die die Einfahrt in eine Gefahrenstelle sichert (z. B. niveaugleiche Streckenkreuzung, Gleisverschlingung, bewegliche Brücke). Sofern sie nicht gleichzeitig Blockstelle ist, geschieht dies durch ein Deckungssignal.
4. Streckenwechsel (Strw): Bahnanlage der freien Strecke, an der Züge von einer Strecke auf eine andere Strecke übergehen, ohne dass dazu das Gleis gewechselt wird. Ein Streckenwechsel kann zum Beispiel entstehen, wenn an einer Abzweigstelle die durchgehende Strecke in einer Richtung stillgelegt wurde.

## Betriebsstellen der freien Strecke mit Weichen
Des Weiteren gibt es Betriebsstellen der freien Strecke, die zwar Weichen und Signale aufweisen, formal aber die Definition eines Bahnhofs nicht erfüllen:
1. Anschlussstelle (Anst): Blockstelle der freien Strecke, an der Züge ein angeschlossenes Gleis als Rangierfahrt befahren können, ohne dass die Blockstrecke für einen anderen Zug freigegeben wird.
2. Ausweichanschlussstelle (Awanst): Anschlussstelle mit Möglichkeit zum sogenannten Einschluss, d. h. die Blockstrecke kann für einen anderen Zug freigegeben werden (ermöglicht Verkehr auf der Strecke während der Bedienung des Anschlusses).
3. Überleitstelle (Üst) (Schweiz: Spurwechselstelle): Blockstelle der freien Strecke, an der Züge auf ein anderes Gleis derselben Eisenbahnstrecke übergehen können (Gleiswechsel), auch Übergang zwischen ein- und zweigleisigen Abschnitten.
4. Abzweigstelle (Abzw): Blockstelle der freien Strecke, an der Züge von einer Strecke auf eine andere Strecke übergehen können (Streckenwechsel, früher auch Bezeichnung für Überleitstellen).
5. Haltestelle (Hst): In Deutschland eine betriebliche Einheit aus Abzweig- oder Anschlussstelle und Haltepunkt.

Bei allen Betriebsstellen mit Blocksignalen befinden sich diese je nach zulässiger Höchstgeschwindigkeit für die beteiligten Streckenabschnitte bis zu 200 Meter, dem so genannten Gefahrpunktabstand bzw. Schutzweg, vor den jeweiligen Weichen.

## Betriebsstellen, die nicht zur freien Strecke gehören
Die formale Definition laut Eisenbahn-Bau- und Betriebsordnung bzw. Betriebsvorschrift der Österreichischen Bundesbahnen grenzt diese Betriebsstellen von denen der freien Strecke durch ihre betriebliche Nutzung ab.
Bahnhof (Bf)
Bahnanlage mit mindestens einer Weiche (verpflichtend laut EBO), an der Züge beginnen, enden, ausweichen oder wenden dürfen. Als Grenze zwischen Bahnhof und freier Strecke gelten im Allgemeinen die Einfahrsignale oder Trapeztafeln (verpflichtend laut BV der ÖBB), sonst die Einfahrweichen.
Bahnhöfe können zudem nach ihrer Funktion benannt sein; bahnbetrieblich wird in Deutschland jedoch nicht dazwischen unterschieden.
- Personenbahnhof (Pbf, Schweiz: PB): Bahnhof mit Zugangsstelle für Passagiere (selten auch für Frachtgut).
- Güterbahnhof (Gbf, Schweiz: GB, Österreich: Frachtenbahnhof (Fbf)): Bahnhof ausschließlich für Frachtgut im Güterverkehr.
  - Umschlagbahnhof (Ubf): Güterbahnhof ausschließlich zum Verkehrsmittelwechsel (kein Frachtgutversand oder -empfang).
  - Postbahnhof (Postbf): Güterbahnhof mit überdachten Gleisen, speziell für die Bedürfnisse der Post (heute selten).
  - Schnellgutbahnhof (?): Güterbahnhof mit überdachten Gleisen, speziell für schnellen Stückgutverkehr (heute selten).

- Betriebsbahnhof (Bbf): Bahnhof mit rein innerbetrieblichen Aufgaben, z. B. Möglichkeit zur Zugkreuzung, Überholung oder temporäre Abstellung.
  - Überholbahnhof (Übf): Betriebsbahnhof zur Überholung von langsameren Zügen durch schnellere Züge.
  - Abstellbahnhof (Abstellbf, Schweiz: Abstellanlage): Betriebsbahnhof zur Abstellung von Reisezugwagen (Personenverkehr), z. T. auch mit Möglichkeit zur Wartung/Reinigung.
  - Rangierbahnhof (Rbf, Schweiz: RB): Betriebsbahnhof zur Abstellung und Zugbildung des Einzelwagenverkehrs (Güterverkehr), meist mit Ablaufberg, z. T. auch mit Möglichkeit zur Wartung („Schadwagengleis“).

## Sonstige Betriebsstellen
Auch andere Stellen in Bahnhöfen und auf der freien Strecke gelten als Betriebsstelle, beispielsweise Stellwerke.